# Max Stassi
Max Robert Stassi (né le 15 mars 1991 à Woodland, Californie, États-Unis) est un receveur des White Sox de Chicago de la Ligue majeure de baseball.

## Carrière
Max Stassi est un choix de quatrième ronde des Athletics d'Oakland en 2009. Il évolue 4 saisons en ligues mineures pour les A's. Le 4 février 2013, Oakland échange Stassi, le lanceur droitier Brad Peacock et le joueur de premier but Chris Carter aux Astros de Houston, contre le joueur d'arrêt-court Jed Lowrie et le releveur droitier Fernando Rodriguez.
Stassi fait ses débuts dans le baseball majeur avec les Astros le 20 août 2013. Il récolte deux coups sûrs en trois présences au bâton à ses débuts, dont sa première réussite face au lanceur Jason Frasor des Rangers du Texas. Le lendemain, il récolte son premier point produit en carrière dans des circonstances particulières : avec les buts remplis, il est atteint d'un lancer en pleine figure par une balle rapide de 154 km/h du releveur Tanner Scheppers des Rangers. Remplacé par un coureur suppléant et envoyé à l'hôpital, Stassi est ensuite placé sur la liste des blessés pour une commotion cérébrale et ne revient pas avec les Astros avant le 23 septembre. En 3 matchs pour Houston en 2013, il récolte deux coups sûrs en 7 présences au bâton.

## Vie personnelle
Max Stassi vient d'une famille où l'on compte plusieurs joueurs de baseball. Son frère Brock Stassi est un receveur qui fait ses débuts dans les majeures en 2017 avec les Phillies de Philadelphie. Leur père Jim Stassi, également receveur, joue en ligues mineures avec des clubs affiliés aux Giants de San Francisco en 1982 et 1983. Leur grand-père Bob Stassi, un autre receveur, joue professionnellement dans les ligues mineures pour les Dukes d'Albuquerque en 1946. Enfin, l'arrière-grand-oncle de Brock et Max est Myril Hoag, un joueur de champ extérieur qui joue dans le baseball majeur de 1931 à 1945 et remporte trois Séries mondiales dans les années 1930 avec les Yankees de New York.